# Mühlhausen
Mühlhausen, plným názvem Mühlhausen/Thüringen, je deváté největší město v německé spolkové zemi Durynsko. Jedná se o jedno ze dvou měst v zemském okrese Unstrut-Hainich. Žije zde přibližně 37 tisíc obyvatel.
Již okolo roku 1500 zde žila stálá populace okolo 10 000 lidí. Město je zachovalé a historické centrum se rozkládá na poměrně velké ploše. Součástí toho je i jedenáct gotických kostelů. Známou osobností města pak byl například Johann Sebastian Bach, který zde působil jako varhaník v letech 1707 až 1708.
Město Mühlhausen leží na rovinatém povrchu v průměrné nadmořské výšce jen 215 m. Zdejší počasí je oproti zbytku měst středního Německa suché; ročně zde naprší jen něco kolo 570 mm. Sousedí s obcemi Anrode, Unstruttal, Menteroda, Obermehler, Körner, Weinbergen, Vogtei a Rodeberg.

## Historie

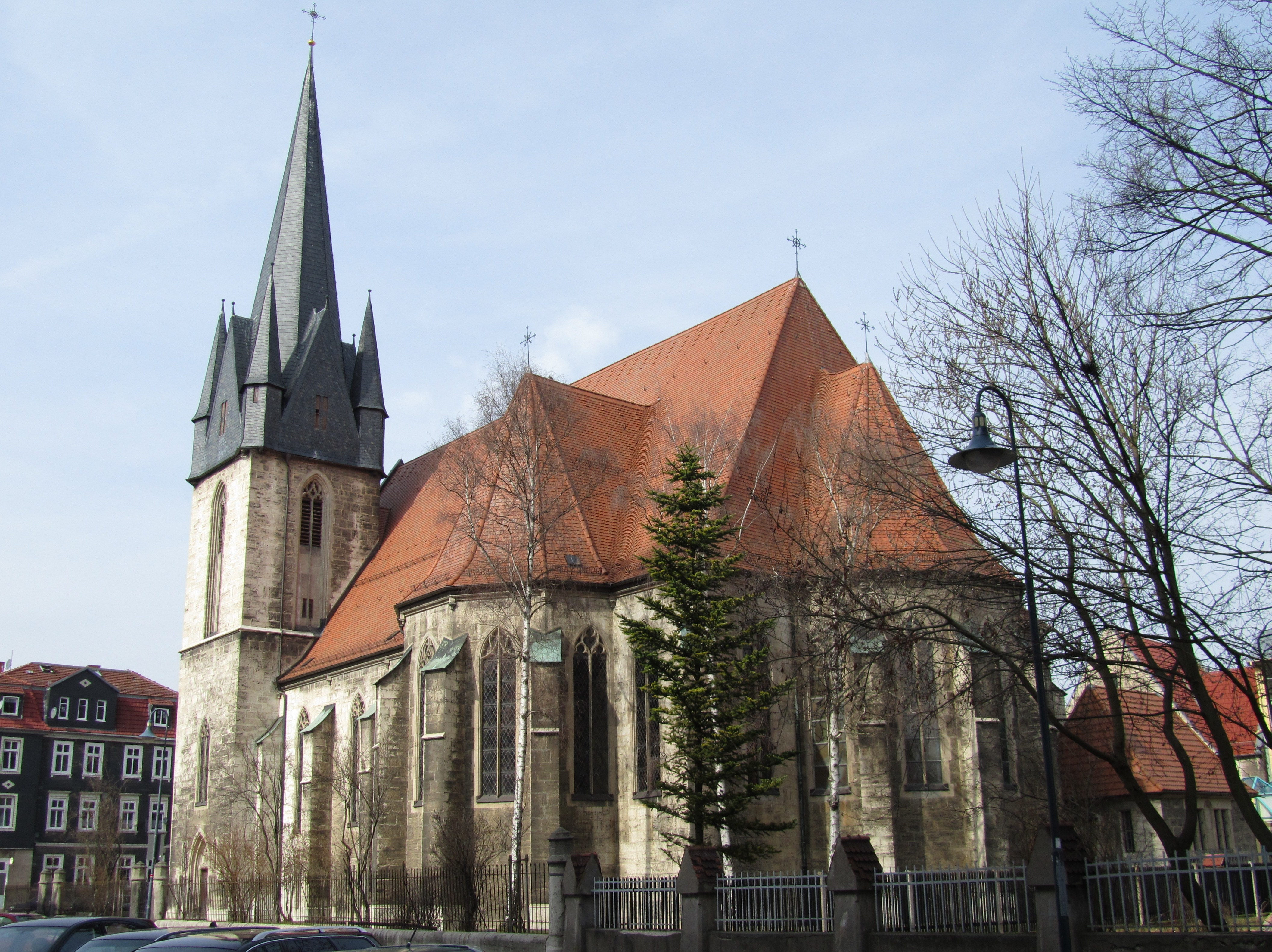
Kostel svatého Josefa

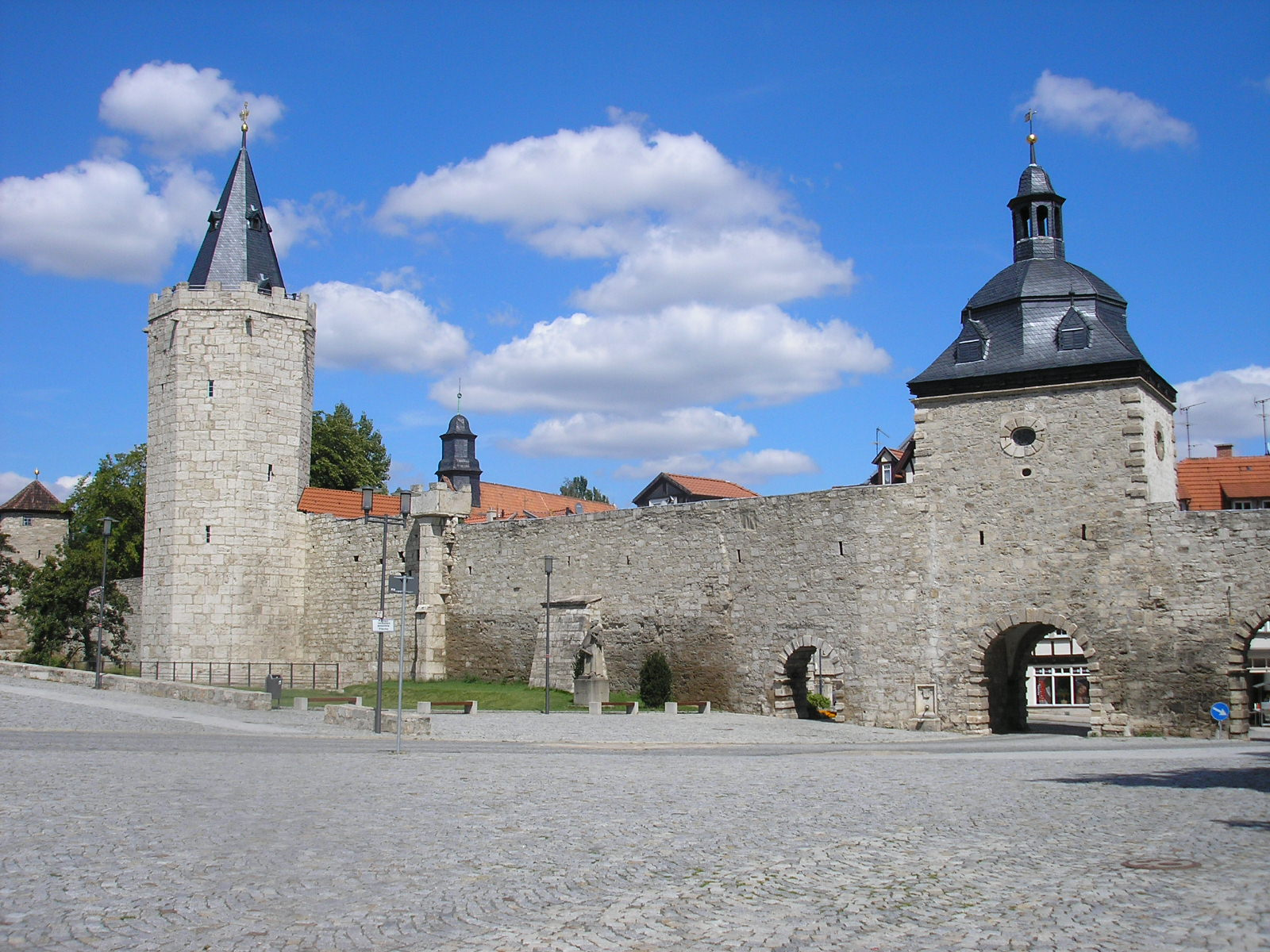
Městské hradby

Podle legendy pobýval Attila († 453) před bitvou na Katalaunských polích v místě zvaném Burg Mulhus. Právě Burg Mulhus mělo být na území dnešního Mühlhausenu. Nicméně nejstarší vykopávky pocházející z okolí místního kostela svatého Jiřího se datují na období někdy mezi 6. až 10. stoletím. První písemná zmínka o obci pochází z roku 967, kdy Ota II. daroval toto území manželce Theofano. Obec existovala jako ab initio, nedědila se tedy v rodině, nýbrž v rámci císařů Svaté říše římské. Sami císaři měli v Mühlhausenu falc a pobýval v ní v průběhu 10. a 11. století například Ota III. nebo Jindřich III. Černý. Se zvolením Filipa Švábského ale vládci Svaté říše římské přestali v Mühlhausenu pobývat.
V roce 1135 byl Mühlhausen popisován spíše jako malá osada. Během začátku 12. století byla ale založena současná stará část a roku 1170 bylo postaveno opevnění s 52 věžemi. Na počátku 13. století bylo na sever od řeky Schwemmnotte založeno nové město. Roku 1224 byl vydán takzvaný Mühlhausenský zákoník, nejstarší psaný zákoník v němčině. O rok později přišli do Mühlhausenu Františkáni a toho roku také založili zdejší klášter. O více než šedesát let později (1289) přibyl i dominikánský kostel, který byl zničen při požáru v roce 1689. Roku 1251 se Mühlhausen stal svobodným říšským městem a byl i druhým nejvýznamnějším centrem Durynska, hned po Erfurtu. Od konce 13. století žila v Mühlhausenu komunita Židů, během perzekucí v roce 1349 jich ale bylo mnoho zabito.

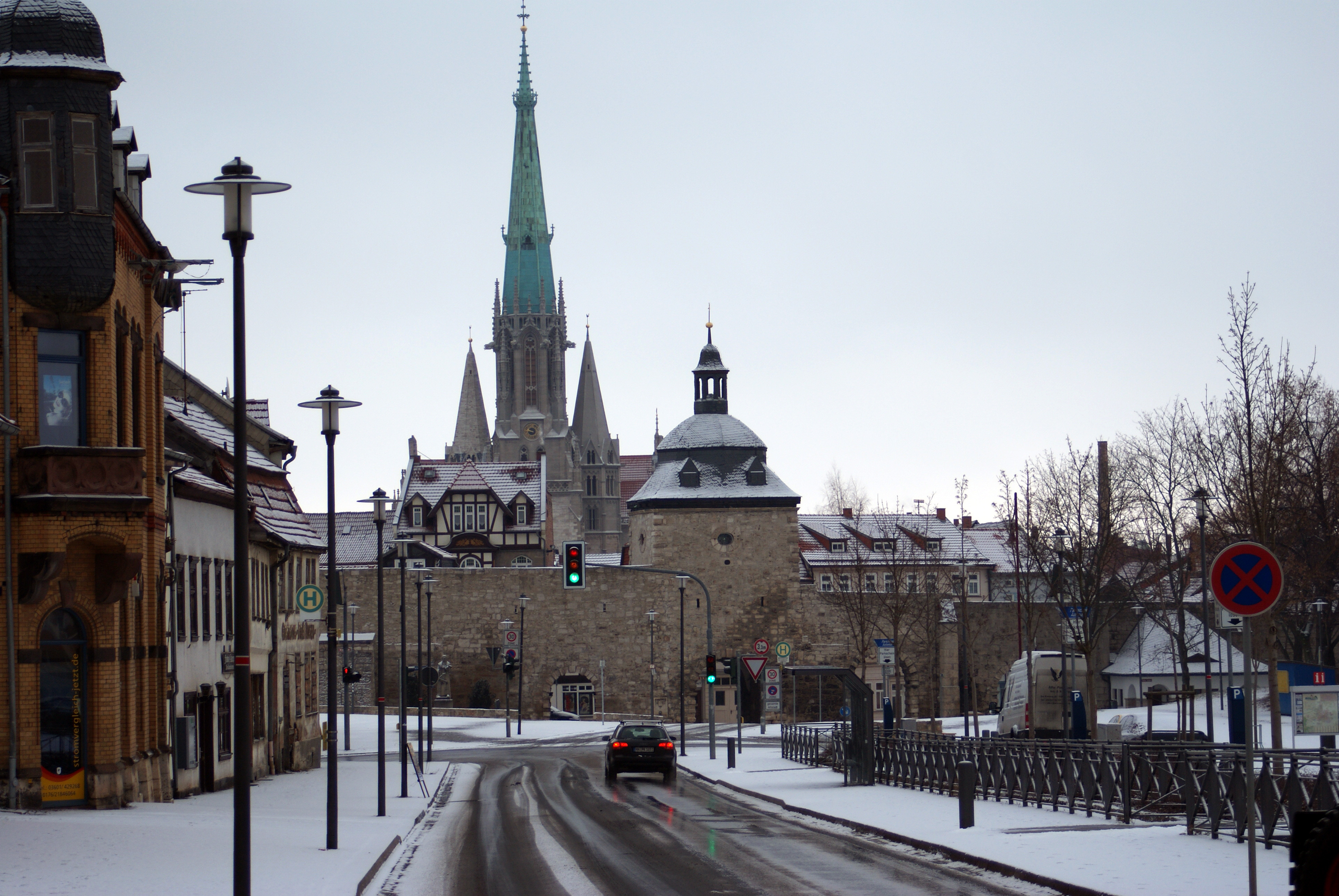
Pohled na Marienkirche: druhý nejvyšší kostel Durynska

Mezi lety 1308 až 1309 se města Erfurt, Nordhausen a Mühlhausen postavila proti vládě Wettinů (kteří vládli durynskému lankrabství od roku 1288), kteří chtěli získat města pod vlastní nadvláda. Aliance byla úspěšná a vydržela přes 200 let. Města se tak mohla spravovat sama, od roku 1348 už Mühlhausen ani neplatil císaři daně.
Ekonomický rozkvět ve 13. až 16. století přinesl především dálkový obchod s textilem, barvířským borytem, který sloužil jako náhrada indiga, a dalším zbožím.

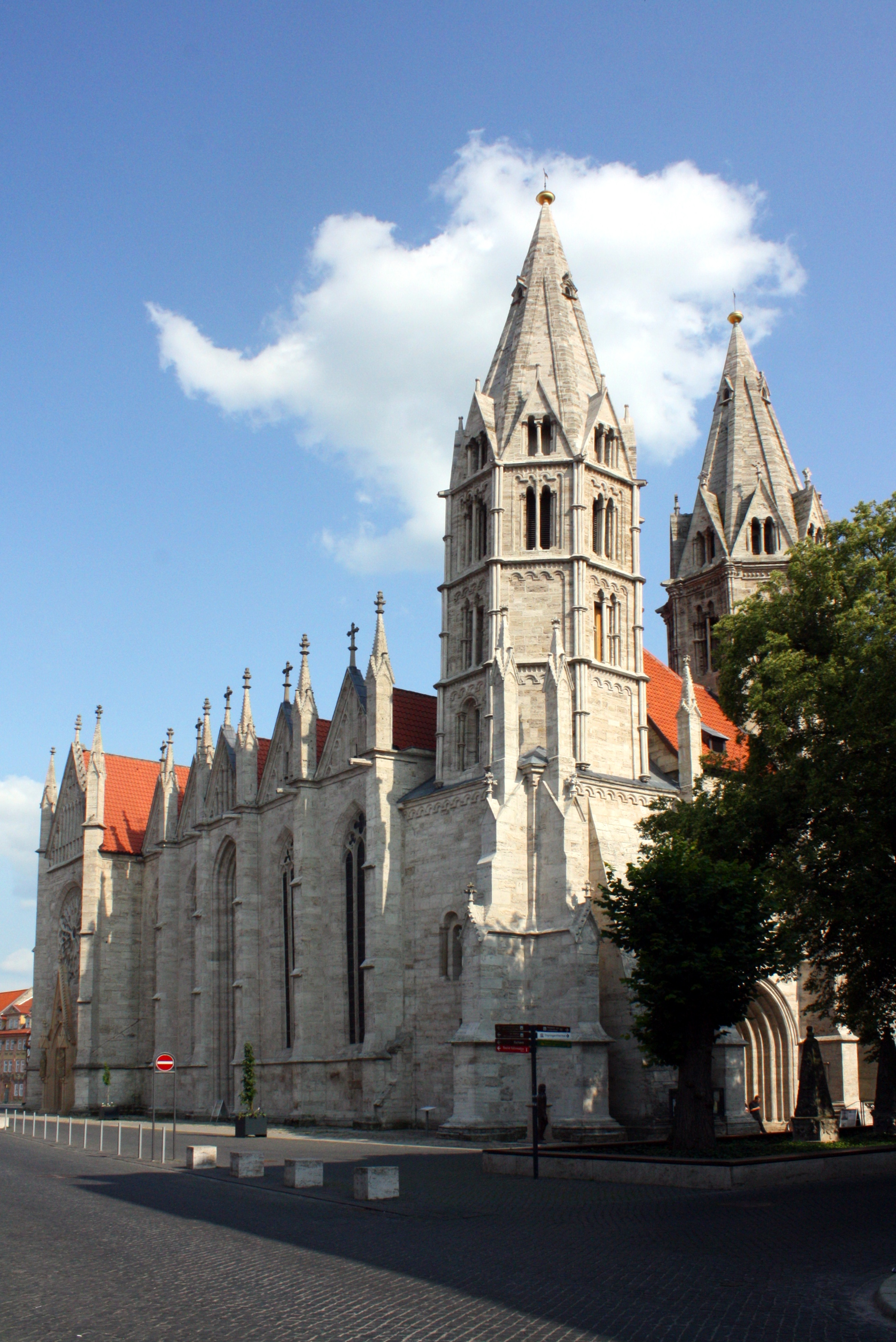
Kostel svatého Blažeje v Mühlhausenu

Reformace přinesly v Mühlhausenu mnoho změn. Nesouhlasili s nimi například Heinrich Pfeiffer nebo Thomas Müntzer. Oba se rozhodli svůj nesouhlas vyjádřit kázáním v opatství Reifenstein v Durynsku. Během německé selské války byli vyměněni členové městské rady a vypleněny kláštery i kostely. Když pak císařova armáda potlačila povstání, byl Thomas Müntzer z Mühlhausenu popraven, Město navíc muselo zaplatit 40 000 zlatých říši a částečně ztratilo nezávislost. Do čela města byly dosazeni Wettinové, kvůli kterým ve 14. století vznikla zmíněná aliance, a hesenská lankrabata. Oba rody byly především protestantské, nicméně, Mühlhausen zůstal pod vlivem katolicismu a tajně vstoupil do Norimberské ligy. Šmalkaldská válka a prohra Wettinů i hesenských v ní ale přinesla městu opět nezávislost. Během následujících let pak město přežilo sedmiletou i třicetiletou válku a několikrát se měnil i nadřazený celek, od Vestfálského království (součástí 1807 až 1815) až po Saskou provincii.
Velká hospodářská krize v roce 1929 přinesla městu velkou nezaměstnanost i zhoršení ekonomiky. Během Křišťálové noci roku 1938 pak byla zničena synagoga. V blízké nemocnici Pfafferode bylo v rámci akce T4 zabito přes 2000 psychicky nebo fyzicky postižených lidí. Od roku 1944 do března 1945 byl za Mühlhausen umístěn i tábor nucených prací pro ženy, kde se vyráběly zbraně. 4. dubna 1945 přišla americká armáda a Mühlhausen byl bez boje vydán. 5. července 1945 pak město převzala sovětská armáda.
Sjednocení Německa přineslo zavření mnoha továren v Mühlhausenu a vysokou nezaměstnanost, která přetrvávala až do roku 2000.

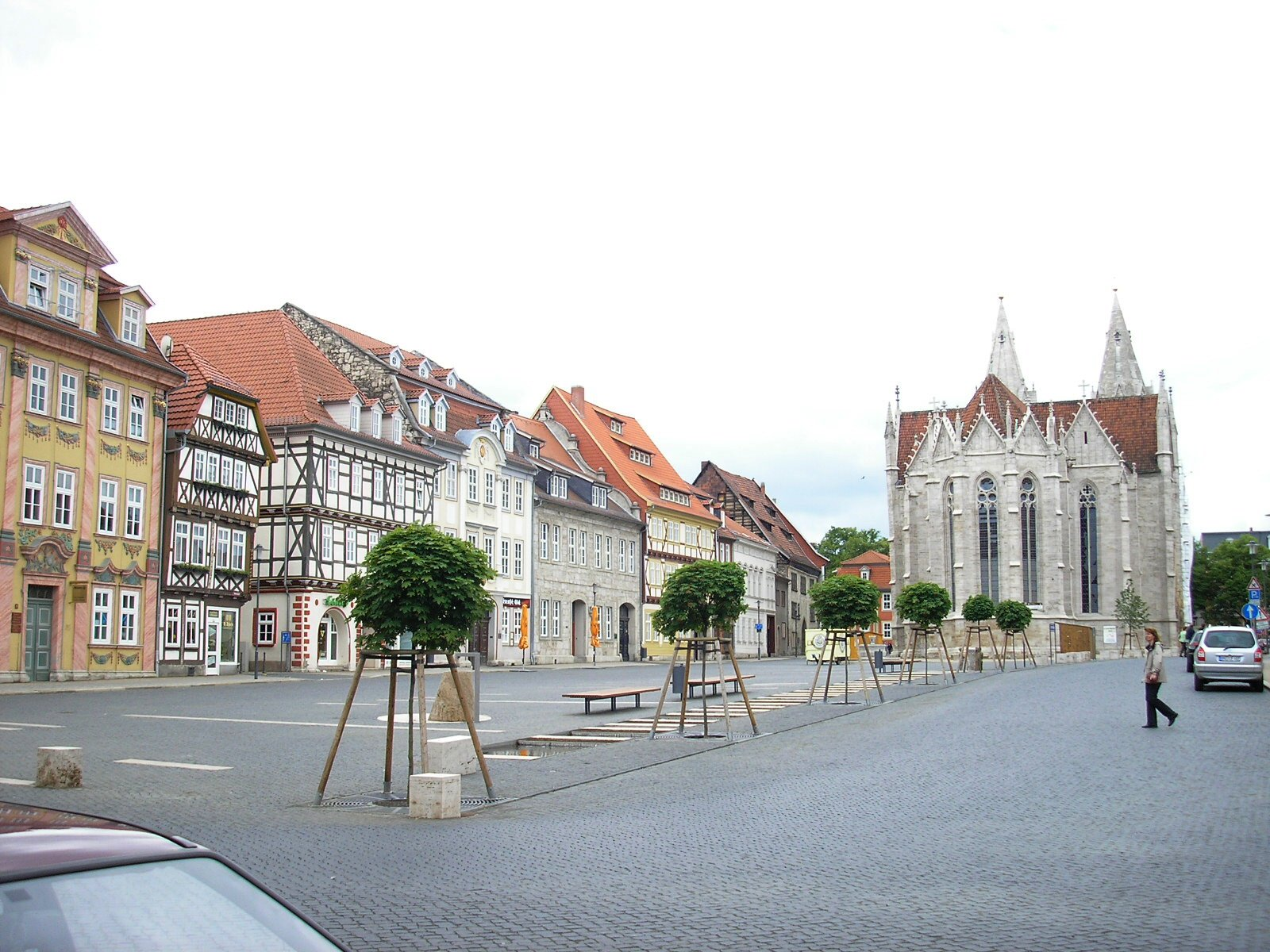

## Kultura
V Mühlhausenu je několik muzeí: Müntzergedenkstätte, Bauernkriegsmuseum, Museumsgalerie, Museum am Lindenbühl a Wehrgang. Muzeum Müntzergedenkstätte je umístěno v kostele Pany Marie a bylo otevřeno roku 1975. Pojednává především o Thomasu Müntzerovi. Muzeum Bauernkriegsmuseum vystavuje exponáty z německé selské války a Museumsgalerie je galerie umění v kostele Všech svatých. Místní historii ukazuje muzeum Museum am Lindenbühl, kde se nachází i archeologické exponáty.
Nachází se zde velké množství kostelů a synagog, především pak z doby gotiky. Nejvýznamnějším z nich je kostel svatého Blažeje, jenž byl postaven v průběhu 13. století ve staré části města. Je postaven v raně gotickém stylu a ve své době se jednalo o jednu z nejvýznamnějších církevních památek. V letech 1707 až 1708 zde jako varhaník působil Johann Sebastian Bach. Nejvýznamnějším kostelem Nového města je kostel svaté Marie, který pochází ze začátku 14. století. Po Dómu Pany Marie v Erfurtu se jedná o durynskou nejvyšší katedrálu. Z konce 13. století pochází i kostel Všech svatých a kaple svatého Antonína. Mimo městské hradby se nachází například kostel svatého Jiří ze 14. století nebo kostel svatého Martina, taktéž ze 14. století. Mühlhausenská synagoga byla poprvé zmíněna roku 1380, avšak současná budova byla postavena až v 19. století. V roce 1938 byla při Křišťálové noci poničena, avšak byla znovu rekonstruována.
Významnou památkou města jsou i městské hradby, vysoké 8 m o délce přes 2,5 km. Byly postaveny během 12. století. Větší část je neporušená, avšak některé brány byly v průběhu druhé světové války zničeny pro lepší průjezdnost. Městská radnice pochází z doby okolo roku 1310 a v 16. století byla několikrát rekonstruována.

## Geografie
Mühlhausen leží v rovinaté krajině Durynské pánve, úrodné oblasti, která pokrývá většinu středního Durynska. Průměrná nadmořská výška ve městě se pohybuje okolo 215 m, nejvyšší místo Mühlhausenu má nadmořskou výšku 400 m. Na území města se nacházejí i dva lesy, přičemž jeden z nich byl roku 1997 prohlášen za národní park a jedná se tak o jiný národní park Durynska. Vodstvo v Mühlhausenu zastupuje především řeka Unstruta, avšak je zde větší množství menších říček a potoků.

## Administrativní dělení
Součástí města je nejen Mühlhausen samotný, ale i několik dalších vesnic. Počet obyvatel v závorkách je aktuální k prosinci 2011:
- Felchta (801 obyvatel, připojeno v roce 1994)
- Görmar (991 obyvatel, 1994)
- Saalfeld (185 obyvatel, 1994)
- Windeberg (233 obyvatel, 1992)

## Partnerská města
Mühlhausen podepsal smlouvy o spolupráci s těmito městy:
- Tourcoing, Francie
- Eschwege, Německo
- Münster, Německo
- Kronštadt, Rusko
- Saxonburg, Spojené státy americké